# إبراهيم أباد (فيروزة)
إبراهيم‌ أباد (بالفارسية: ابراهیم‌آباد) هي قرية تقع في قسم تخت جلغة الريفي (مقاطعة فيروزة) في إيران. يقدر عدد سكانها بـ 173 نسمة .